# Darkness (gruppo musicale thrash metal)
I  Darkness sono un gruppo thrash metal formatosi a Essen in Germania nel 1984.

## Storia dei Darkness
La prima formazione era com posta da Lacky (Torturer), Hartmut Schöner (Agony) e Andreas Becker (Skull).
La prima canzone dei Darkness fu Armageddon scritta la notte del 1º dicembre 1984 dopo aver assistito ad un concerto di Destruction e Tormentor, gli attuali Kreator.

## Formazione

### Ultima formazione
- Arnd Klink - chitarra (1987 - 1990, 2007), voce (2007)
- Andreas "Lacky" Lakaw aka "Torturer" - batteria (1984 - 1990, 2007), voce (1984 - 1986)
- Emma - basso (1989, 2007), tastiere (1989)
- Jörg "Jöter" Hagenkötter - chitarra (1988, 2007)

## Discografia

### Album in studio
- 1987 - Death Squad
- 1988 - Defenders of Justice
- 1989 - Conclusion and Revival
- 2016 - The Gasoline Solution
- 2018 - First Class Violence

### Album live
- 2005 - Bocholt Live Squad

### Demo
- 1985 - The Evil Curse
- 1985 - Iron Force-Rehearsal
- 1986 - Attack the Mephisto
- 1986 - Titanic War
- 1986 - Spawn of the Dark One
- 1987 - Promo Tape
- 1987 - Cleans Pforzheim
- 1989 - Spawn of the Last One

### Raccolte
- 2009 - The Demos